# Antonio Llombart Rodríguez
Antonio Llombart Rodríguez (n. Valencia, Comunidad Valenciana, España, 1905-1997 ) fue un médico español que fundó en 1976 la Fundación Instituto Valenciano de Oncología, (IVO) junto con Tomás Trénor Azcárraga. Impulsor de la oncología en España, fue presidente del Comité Técnico Nacional de la Asociación Española Contra el Cáncer (AECC).  

## Biografía
Tras cursar la carrera de Medicina Archivado el 6 de mayo de 2021 en Wayback Machine. en la Universidad de Valencia, defendió su tesis en Histología y Anatomía Patológica en 1928. Tras pasar varias años en París y Berlín donde profundizó en su formación anatómica, en 1933 accedió al cargo de patólogo clínico en el Hospital San Antonio Abad en San Sebastián donde, junto al doctor Luís Ayestaran, puso en marcha el segundo centro monográfico de cáncer en España: el Instituto Radioquirúrgico para Cirugía y Radioterapia.
Su trayectoria profesional estuvo siempre muy vinculada a la Universidad: Entre 1940 y 1942 ocupó la Cátedra de Anatomía Patológica en la Universidad Central Archivado el 6 de mayo de 2021 en Wayback Machine., en Madrid. En 1945, tras tres años de Catedrático en la Universidad de Valladolid, accedió a la Cátedra de Histología, Embriología General y Anatomía Patológica de la Universidad de Valencia donde ejerció hasta su jubilación en 1975. 
Antonio Llombart Rodríguez fue pionero en España en el campo de la oncología. A lo largo de su trayectoria registró más de 140 publicaciones científicas en revistas nacionales e internacionales centradas en materias como: cultivos de tejidos, carcinogénesis química, endocrina y nerviosa, drogas antitumorales, epidemiología cancerológica, entre otras. 
En el año 1957 Antonio Llombart Rodríguez ocupó el cargo de teniente alcalde de la ciudad de Valencia y de concejal de Sanidad, siendo Tomas Trénor Azcarraga alcalde. 
Fue presidente de la Junta Asociada Provincial de Valencia de la Asociación Española contra el Cáncer Archivado el 6 de mayo de 2021 en Wayback Machine. (AECC) y presidente del Comité Técnico Nacional de la AECC.
- Datos: Q66777821